# Louis Glass
Louis Christian August Glass (født 23. marts 1864 i København, død 22. januar 1936 smst) var en dansk pianist, cellist, dirigent og komponist. Søn af Christian Henrik Glass (1821-93), der også var en alsidig musiker, og som var organist ved Reformert kirke fra 1859-1893. 1877 oprettede C. H. Glass et konservatorium for klaverspil, der senere førtes videre af sønnen og bestod indtil 1932. Louis Glass søgte faderens embede efter dennes død, men fik det ikke.

## Hans liv
L. Glass voksede op i et københavnsk hjem præget af musik. Foruden af faderen undervistes Louis af A. Rudinger og Franz Neruda, men også Niels W. Gade deltog i hans uddannelse. I 1885 studerede han ved Konservatoriet i Bruxelles under Jules de Zarembski, Józef Wieniawski og Joseph Servais. Som debutant kunne han i sit 18. år i 1882 lade sig høre som solist i Tivoli, både som pianist med Schumanns a-mol klaverkoncert og som cellist med en koncert i a-mol af en vis Goltermann. I 1889 modtog Glass Det anckerske Legat og rejste på studietur i Europa. Da han vendte hjem, var hans musikalske horisont ændret væk fra en nationalromantisk Gade-tradition til en voldsommere senromantisk stil.
I 1892, kort før faderens død, overtog Louis Glass ledelsen af familiens musikskole. Men undervisningen og ledelsen her blev kun én side af Louis Glass' virksomhed i dansk musikliv. Hans karriere var oprindelig rettet mod rollen som aktiv musiker. Han spillede cello i forskellige sammenhænge og optrådte som solopianist. Han blev imidlertid ramt af en delvis lammelse i højre arm, og måtte opgive sin pianistkarriere. Som mange andre uheldige pianister skrev han et stykke for venstre hånd alene: ”Romance og Caprice for venstre Haand". Efter tiden som udøvende musiker deltog han i det pædagogiske og organisatoriske arbejde på musikfronten. Han var i 1898 sammen med musikhistorikeren Hortense Panum og komponisten Johan Bartholdy stifter af Musikpædagogisk Forening (Dansk Musikpædagogisk Forening) og fra begyndelsen af i dens Ledelse. Han var i bestyrelsen for Selskabet til Udgivelse af dansk Musik og var en tid formand for Danske Tonekunstneres Forening. 1915-18 var han dirigent i Dansk Koncertforening. I første række kom dog virksomheden som komponist.

## Komponisten
Glass var jævnaldrende med Carl Nielsen, og efter manges mening tog dennes dominerende position, især efter 1. verdenskrig, glansen af alle andre komponister i den generation. Først i slutningen af 1900-tallet har visse af de andre komponister fra tiden igen fået opmærksomhed fra musikpublikummet. Specielt efter CD’ens indtog på markedet er der kommet gang i indspilninger af musik af folk som Rued Langgaard, Ludolf Nielsen, Victor Bendix, Hakon Børresen og Louis Glass. Men det er vel næppe Carl Nielsens skyld, at tiden ændrede sig. Han bidrog f.eks. som dirigent til opførelsen af flere af konkurrenternes værker. Desuden kan man sige, at Glass og andre jo selv som unge gjorde op med fortiden bl.a. ved i 1896 sammen med William Behrend og Gustav Helsted at tage initiativet til at stifte Musikselskabet af 14. Marts 1896, hvis formål var at opføre i Danmark ukendt moderne musik. Medstiftere var bl.a. Alfred Tofft og Carl Nielsen. Selskabet eksisterede i knap ti år og bragte en række af Bruckners og Mahlers symfonier frem bl.a. i udgaver for to klaverer, foruden værker af César Franck og Richard Strauss.
Det er karakteristisk, at disse komponister ikke udgjorde nogen gruppe med fælles æstetiske mål. De var blot enige om at fremme den ny musik og rette blikket ud over landets grænser. I øvrigt udviklede de sig individuelt. I hvert fald fulgte de to betydeligste af dem, Louis Glass og Carl Nielsen, hver sin vej ud af 1890’er kulturen. Medens Louis Glass i stigende grad lod sin musik farve af en symbolladet, senere teosofisk tankegang, blev Carl Nielsen omkring århundredskiftet så at sige draget mod lyset samt skildringen af naturens og den menneskelige tilværelses skabende kræfter.
I en artikel i Dansk Musik Tidsskrift 1926 nr. 8 skrives om forskellige komponistretninger: ”Én skæver ømt til Verismen med dens sensuelle Svælgen i Realismer, en anden bandlyser alt, hvad der kommer uden for den tørre Tonematematik, én anerkender kun Rythmen som det fundamentale i Musikken, en anden Melodien, mens en tredie holder paa Farven; nogle vil læse Partituret vandret, andre lodret o.s.v.” Man skal ikke vælge det ene eller det andet, men se på hvordan de forskellige holdninger supplerer hinanden. Og så trækker han Glass frem som en person der ”… har holdt sig rank og trofast mod sit sande Jeg og rendyrket sin Personlighed gennem Søgen og Kamp”. Derefter citeres Glass selv: ”Jeg har altid haft det saadan, at jeg ikke havde oplevet en Ting virkeligt, før jeg fik den indarbejdet i min aandelige Virksomhed paa den Maade, at jeg fik den omsat i Toner. . . derfor er alt, hvad jeg har skrevet, en Omsætning i Toner af Oplevelser, af selve mit Liv."
Glass’ inspirationskilder siges at være Bruckner, Wagner og César Franck, og desuden var han stærkt tiltrukket af teosofiske tanker og beskæftigede sig også med den danske filosof Martinus’ skrifter. Hans 6 symfonier roses for at have sikkert greb om tekniske og intellektuelle aspekter af musikken. Også hans kammermusik betegnes som velskrevet, angiveligt fordi han som både cellist og pianist kendte genrerne ud og ind. Nogle af værkerne er storladent tænkt og udført, men andre f.eks. orkestersuiten "Elverhøj", er charmerende og melodiøse og på visse steder næsten Ravel’ske.

## Værker

### Værker med opusnumre
- op. 1 Festmarch (orkester)
- op. 2 Orkestersuite
- op. 3 Symfonisk koncert for obo og orkester (ufuldstændig) Første udgave (rekonstrueret) af AlbisMusic, 2021
- op. 4 Seks Fantasi-stykker (klaver)
- op. 5 Cellosonate i F-dur
- op. 6 Klaversonate nr. 1 i E-dur (ca. 1889)
- op. 7 Sonate for violin og klaver i Eb-dur (1888)
- op. 8 klaverstykker
- op. 9 Foraarsstemning (klaver)
- op. 10 strygekvartet
- op. 11 Romance og Caprice" for venstre Haand (klaver)
- op. 12 sange
- op. 13 Festmarch (orkester)
- op. 14 Strygesekstet (1892)
- op. 15 sange
- op. 16 Sange til Texter af J.P.Jacobsen
- op. 17 Symfoni nr. 1 i E-dur (1894)
- op. 18 Strygekvartet i Eb-dur (1896)
- op. 19 Klavertrio (1893)
- op. 20 I det Fri (klaver 1898 – Til Wilhelm Stenhammar)
- op. 21 Skitser for Piano (1894)
- op. 22 Klaverkvintet
- op. 23 Strygekvartet nr. 2 i a-mol (1896, rev. 1929)
- op. 24 Til børnene (11 klaverstykker 1897)
- op. 25 Klaversonate nr. 2 i Ab-dur (1897)
- op. 26 Lyriske Bagateller (klaver 1899)
- op. 27 Sommerliv (suite for orkester 1899)
- op. 28 Symfoni nr. 2 i c-mol (1899)
- op. 29 Violinsonate i C-dur (2. sats Romance også for violin og orkester)
- op. 30 Symfoni nr. 3 i D-dur (Skovsymfoni 1901)
- op. 31 Forårssang (Andante molto espressivo – cello og klaver)
- op. 31 Forårssang (version for fagot, cello, klarinet, fløjte, horn og obo)
- op. 32 klaverstykker
- op. 33 Nocturne (kontrabas og klaver)
- op. 34 En Folkefjende (Tonedigtning for orkester)
- op. 35 Klaverfantasi (soloklaver 1904)
- op. 36 Strygekvartet nr. 4 i f#-mol (1907)
- op. 38 Fünf Lieder (sang og klaver 1909)
- op. 39 Små tonebilleder (klaver ? 1907)
- op. 40 Efterårssang
- op. 41 Variationer over danske Børneviser og Sange
- op. 42 sange for mandskor
- op. 43 Symfoni nr. 4 i e-mol (1910)
- op. 44 sange
- op. 45 Stemningsbilleder (klaver 1912)
- op. 46 sange (bl.a. ”Det nye Foraar”)
- op. 47 Fantasi (klaver og orkester – 1913)
- op. 48 Landlige Billeder (klaver)
- op. 49 Melodrama
- op. 50 Symfoniske Fragmenter af "Artemis" (mimisk Drama – 1915)
- op. 51 Livets dans (suite for orkester) Første udgave af AlbisMusic, 2021
- op. 52 Impromptu Et Capriccio (klaver)
- op. 54 Havets Sang (orkester)
- op. 55 Sange
- op. 56 5 sange (sang og klaver)
- op. 57 Symfoni nr. 5 i C-dur (Sinfonia svastika – 1919)
- op. 58 Aquareller (klaver)
- op. 59 sange (bl.a. Midienat)
- op. 60 Symfoni nr. 6 (Skjoldungeæt 1926)
- op. 63 Blade af Aarets billedbog (suite for mindre orkester 1929)
- op. 64 Koldinghus (orkestersuite 1929)
- op. 65 Violinkoncert (1930), Første udgave af AlbisMusic, 2021
- op. 66 Klaverstykker (1931)
- op. 67 Elverhøj (episoder af H.C. Andersens eventyr – suite for orkester)
- op. 68 Når Storstaden vågner - Tonebillede for orkester, Første udgave af AlbisMusic, 2021
- op. 69 Romantisk ouverture (1932)
- op. 70 Dannevang Fantasi for orkester og enstemmigt mandskor (1934)
- op. 71 (tomt)
- op. 72 [satser for mindre ensemble]
- op. 73 Sange for mandskor (: 1. Rococo (Hør, nu vaagner en morgen) (Harald H. Lund). 2. Dansk Foraarslandskab (Duggen ligger paa Græsset) (Jens August Schade). 3. Tudsen og den lille Blomst)
- op. 74 Frühlingsregung (Winterlich noch Traumbefangen schläft die Erde) for sangstemme og orkester
- op. 75 Romance for cello og klaver (ca. 1934)
- op. 76 Trio for violin, viola og guitar (1934)
- op. 77 Trio for obo, klarinet og fagot

### Andre værker
- Largo funebre (fra strygekvartet i Eb-dur) arrangeret for Strygeorkester
- Romance for violin og orkester (baseret på sats fra op. 29 Violinsonate i C-dur)
- et Par Festmarcher
- Sørgemarch i Anledning af Christian den Niendes død
- Danmark (ouverture)
- Romantisk ouverture (orkester)
- 2 andre strygekvartetter (F-dur og Eb-dur)
- 2 andre klavertrioer
- Sang til Danmark (sang)
- December (sang)
- korværker
- Jagerdans Flugten fra Clausholm (for orkester)